# Juan Ortega y Montañés
Pour les articles homonymes, voir Ortega.
Juan Ortega y Montañés (3 juillet 1627, Jaén, Espagne — 16 décembre 1708, Mexico, Mexique) est le vice-roi de la Nouvelle-Espagne du 4 novembre 1701 au 27 novembre 1702.